# Стокопанівська сільська рада
Стокопа́нівська сільська́ ра́да — адміністративно-територіальна одиниця та орган місцевого самоврядування в Генічеському районі Херсонської області. Адміністративний центр — село Стокопані.

## Загальні відомості
- Територія ради: 69,068 км²
- Населення ради: 978 осіб (станом на 2001 рік)

## Населені пункти
Сільській раді підпорядковані населені пункти:
- с. Стокопані
- с. Драгоманове
- с. Нова Праця

## Склад ради
Рада складається з 14 депутатів та голови.
- Голова ради: Дядюшева Зоя Анатоліївна
- Секретар ради: Стецун Тетяна Василівна

### Керівний склад попередніх скликань
| Прізвище, ім'я, по батькові  | Основні відомості                                                         | Дата обрання | Дата звільнення |
| ---------------------------- | ------------------------------------------------------------------------- | ------------ | --------------- |
| Товкус Анатолій Анатолійович | Сільський голова, 1983 року народження, освіта вища                       | 26.03.2006   | 31.10.2010      |
| Товкус Анатолій Анатолійович | Сільський голова, 1983 року народження, освіта вища, член Народної партії | 31.10.2010   | 20.08.2012      |
| Дядюшева Зоя Анатоліївна     | Сільський голова, 1965 року народження, освіта вища                       | 02.06.2013   |                 |

Примітка: таблиця складена за даними сайту Верховної Ради України

### Депутати
За результатами місцевих виборів 2010 року депутатами ради стали:

#### За суб'єктами висування
| Суб'єкт висування                 | Кількість обраних депутатів | %    |
| --------------------------------- | --------------------------- | ---- |
| Партія регіонів                   | 5                           | 35,7 |
| Політична партія «Сильна Україна» | 5                           | 35,7 |
| Комуністична партія України       | 2                           | 14,3 |
| Народна партія                    | 1                           | 7,1  |
| Самовисування                     | 1                           | 7,1  |

#### За округами
| № округу                          | Прізвище, ім'я, по батькові    | Дата визнання обраним | Освіта  | Партійна приналежність                  | Відомості про обраного депутата                                 |
| --------------------------------- | ------------------------------ | --------------------- | ------- | --------------------------------------- | --------------------------------------------------------------- |
| Комуністична партія України       |                                |                       |         |                                         |                                                                 |
| 9                                 | Петровська Людмила Василівна   | 01.11.2010            | вища    | позапартійна                            | Фермерське господарство «Петровський», фермер                   |
| 14                                | Товкус Павло Олександрович     | 01.11.2010            | вища    | позапартійний                           | пенсіонер                                                       |
| Народна Партія                    |                                |                       |         |                                         |                                                                 |
| 8                                 | Шпакова Надія Тимофіївна       | 01.11.2010            | середня | позапартійна                            | Дитячий садок «Ягідка», вихователь                              |
| Партія регіонів                   |                                |                       |         |                                         |                                                                 |
| 2                                 | Заярна Олена Григорівна        | 01.11.2010            | середня | член Партії регіонів                    | Стокопанівська сільська рада, головний бухгалтер                |
| 3                                 | Яхно Марія Вікторівна          | 01.11.2010            | вища    | позапартійна                            | Стокопанівська загальноосвітня школа, вчитель німецької мови    |
| 7                                 | Іваннікова Валентина Андріївна | 01.11.2010            | середня | позапартійна                            | Дитячий садок «Ягідка», помічник вихователя                     |
| 10                                | Петрушко Галина Вікторівна     | 01.11.2010            | вища    | член Партії регіонів                    | Стокопанівська загальноосвітня школа, вчитель початкових класів |
| 13                                | Самосват Валентина Іванівна    | 01.11.2010            | середня | член Партії регіонів                    | пенсіонер                                                       |
| Політична партія «Сильна Україна» |                                |                       |         |                                         |                                                                 |
| 4                                 | Шерештан Олексій Пилипович     | 01.11.2010            | середня | член Політичної партії «Сильна Україна» | пенсіонер                                                       |
| 5                                 | Тарасюк Валерій Юрійович       | 01.11.2010            | вища    | член Політичної партії «Сильна Україна» | тимчасово не працює                                             |
| 6                                 | Драмарецка Людмила Валеріївна  | 01.11.2010            | вища    | член Політичної партії «Сильна Україна» | Стокопанівська сільська рада, землевпорядник                    |
| 11                                | Стецун Тетяна Василівна        | 01.11.2010            | вища    | член Політичної партії «Сильна Україна» | Стокопанівська сільська рада, секретар                          |
| 12                                | Кучер Ольга Миколаївна         | 01.11.2010            | вища    | член Політичної партії «Сильна Україна» | МГП «Мрія», головний бухгалтер                                  |
| Самовисування                     |                                |                       |         |                                         |                                                                 |
| 1                                 | Деркач Світлана Валеріївна     | 01.11.2010            | середня | позапартійна                            | Стокопанівський фельдшерсько-акушерський пункт, завідувачка     |